# Глебенское сельское поселение
Глебе́нское се́льское поселе́ние — муниципальное образование в составе Краснохолмского района Тверской области.
Центр поселения — деревня Глебени.

## География
- Общая площадь: 554 км²
- Нахождение: восточная часть Краснохолмского района.
  - Граничит:
    - на северо-западе — с Лихачёвским СП
    - на северо-востоке — с Ярославской областью, Брейтовский район
    - на юго-востоке — с Ярославской областью, Некоузский район
    - на юге — с Сонковским районом, Петровское СП
    - на юго-западе — с Барбинским СП и городским поселением город Красный Холм

Главные реки — Неледина, Ремяска, Болотея, Песочная, Еглень.

## История
В XIX — начале XX века деревни поселения относились к Поповской и Володинской волостям Весьегонского уезда Тверской губернии.
Глебенское сельское поселение образовано первоначально в январе 2006 года и включило в себя территорию Глебенского и часть Ивакинского сельских округов.
Законом Тверской области от 21 марта 2013 года были объединены Глебенское, Нивское и Утеховское сельские поселения и создано вновь образованное муниципальное образование Глебенское сельское поселение Краснохолмского района Тверской области.

## Население
| 2010  | 2011  | 2012  | 2013  | 2014  | 2015  | 2016  |
| ----- | ----- | ----- | ----- | ----- | ----- | ----- |
| 550   | ↘547  | ↘515  | ↘496  | ↗1256 | ↘1210 | ↘1163 |
| 2017  | 2018  | 2019  | 2020  |       |       |       |
| ↘1141 | ↘1112 | ↘1064 | ↘1023 |       |       |       |

По переписи 2010 — 1448 человек (550 в Глебенском, 613 в Нивском и 285 в Утеховском сельском поселении).

## Населенные пункты
В составе Глебенского сельского поселения насчитывается 66 населённых пунктов:
| №  | Населённый пункт | Тип     | Население |
| -- | ---------------- | ------- | --------- |
| 1  | Александровка    | деревня | 7         |
| 2  | Афанасово        | деревня | 17        |
| 3  | Бекрень          | деревня | ↘144      |
| 4  | Брагино          | деревня | 15        |
| 5  | Будакино         | деревня | 0         |
| 6  | Буньково         | деревня | 36        |
| 7  | Валгус           | деревня | 0         |
| 8  | Васьки           | деревня | 10        |
| 9  | Володино         | деревня | ↘11       |
| 10 | Воробьиха        | деревня | 0         |
| 11 | Гаврилово        | деревня | 19        |
| 12 | Глебени          | деревня | ↘96       |
| 13 | Головково        | деревня | 0         |
| 14 | Гришки           | деревня | 1         |
| 15 | Дашкино          | деревня | 1         |
| 16 | Дор              | деревня | 0         |
| 17 | Думино           | деревня | 23        |
| 18 | Ескино           | деревня | 6         |
| 19 | Загайно          | деревня | 0         |
| 20 | Заполек          | деревня | 0         |
| 21 | Ивакино          | деревня | ↘106      |
| 22 | Козлово          | деревня | 1         |
| 23 | Кокорекино       | деревня | 1         |
| 24 | Кокошкино        | деревня | 1         |
| 25 | Костево          | деревня | 6         |
| 26 | Крюково          | деревня | 28        |
| 27 | Лаптево          | деревня | ↘46       |
| 28 | Лапшино          | деревня | 1         |
| 29 | Ларихово         | деревня | 0         |
| 30 | Литвиновка       | деревня | 12        |
| 31 | Лопатиха         | деревня | 15        |
| 32 | Лысково          | деревня | ↘7        |
| 33 | Медведчиково     | деревня | 0         |
| 34 | Назимово         | деревня | 6         |
| 35 | Нева             | деревня | 0         |
| 36 | Нивы             | деревня | 86        |
| 37 | Новое Рощино     | деревня | 21        |
| 38 | Носово           | деревня | 0         |
| 39 | Осиновка         | деревня | 0         |
| 40 | Пахирево         | деревня | 15        |
| 41 | Петрушино        | деревня | 41        |
| 42 | Покровское       | деревня | 1         |
| 43 | Поляны           | деревня | ↘109      |
| 44 | Поповка          | деревня | 46        |
| 45 | Поповское        | деревня | 41        |
| 46 | Пронино          | деревня | 1         |
| 47 | Пруды            | деревня | ↘20       |
| 48 | Рачево           | село    | ↗188      |
| 49 | Ргени            | деревня | 5         |
| 50 | Рыжково          | деревня | 5         |
| 51 | Рычманово        | деревня | 0         |
| 52 | Седнева          | деревня | 1         |
| 53 | Старово          | деревня | 19        |
| 54 | Стяжки           | деревня | 1         |
| 55 | Толстиково       | деревня | ↘65       |
| 56 | Трофимово        | деревня | 20        |
| 57 | Турково          | деревня | ↘9        |
| 58 | Тушани           | деревня | 0         |
| 59 | Утехово          | деревня | 32        |
| 60 | Филиппково       | деревня | 6         |
| 61 | Хвощино          | деревня | 55        |
| 62 | Черная           | деревня | 27        |
| 63 | Чернуха          | деревня | 0         |
| 64 | Чурилово         | деревня | 0         |
| 65 | Эглень           | деревня | 0         |
| 66 | Ям               | деревня | 1         |

### Бывшие населенные пункты
В 1997 году исключены из учетных данных деревни Боброво и Сосново.
Ранее исчезли деревни: Боровлёво, Ежово, Илково, Лосево, Налючи и другие.

## Достопримечательности
Рядом с деревней Рычманово на одноименном погосте находится каменная церковь Рождества Христова, построенная в 1785 г. В ней было 3 престола: в холодной части — Рождества Христова, в теплой части справа — Рождества Богородицы, слева — Космы и Дамиана. Закрыта в 1930-е годы. Разрушающийся памятник архитектуры федерального значения (код памятника 6900825000 — церковь Рождества Христова). Первоначально на этом месте была деревянная церковь Космы и Дамиана.
В деревне Трофимово в 1850 г. была построена деревянная часовня Св.пророка Илии, не сохранилась.
В 1825 г. в селе Лаптево построена Церковь Спаса Нерукотворного Образа (Спасская), каменная трехпрестольная, с тёплыми приделами: Васильевским (правый) и Трёхсвятским (левый). В советское время закрыта, не сохранилась. К этой церкви относилась часовня Иоанна Предтечи в деревне Поповское, построенная не позже XIX в., не сохранилась.

## Известные люди
- В деревне Лысково родился Герой Советского Союза Алексей Иванович Никитин.
- В деревне Утехово родился Герой Советского Союза Василий Иванович Зиновьев.
- Гусев, Александр Никифорович (1895—1952) — советский военачальник, генерал-майор инженерных войск. Родился в деревне  Мануково (исключена из учетных данных в 1997 году).